# Perrie Mans
Perrie Mans, właśc. Pierre Mans (ur. 14 października 1940, zm. 13 września 2023) – snookerzysta południowoafrykański.
Jego ojciec Peter Mans był wielokrotnym mistrzem RPA w snookerze zawodowym oraz ćwierćfinalistą mistrzostw świata w 1950. Perrie nauczył się grać w klubie prowadzonym przez ojca; jako 19–latek zdobył mistrzostwo RPA amatorów (1960), w latach 1965–1988 19-krotnie mistrzostwo zawodowców.
Debiutował bez sukcesów na mistrzostwach świata w 1970 w Australii. W 1973 dotarł do 1/8 finału, rok później do ćwierćfinału. Po raz pierwszy wystąpił w półfinale w 1976, przegrał z późniejszym mistrzem Rayem Reardonem.
W 1978 osiągnął największy sukces, awansując aż do finału mistrzostw; pokonał w I rundzie obrońcę tytułu, Johna Spencera, w półfinale zwyciężył legendarnego weterana Freda Davisa. Nie sprostał Reardonowi w finale, przegrywając 18:25. Po tym sukcesie był klasyfikowany jako nr 2 w rankingu światowym.
W 1979 wygrał turniej Benson & Hedges Masters, po zwycięstwach nad Cliffem Thorburnem, Rayem Reardonem i Alexem Higginsem. Ponadto odniósł zwycięstwo w turnieju BBC Pot Black championship w 1976. Zakończył karierę w 1987, występował kilkakrotnie w turniejach weteranów.